# La Condition publique
 (septembre 2017).
Si vous disposez d'ouvrages ou d'articles de référence ou si vous connaissez des sites web de qualité traitant du thème abordé ici, merci de compléter l'article en donnant les références utiles à sa vérifiabilité et en les liant à la section « Notes et références ».
La Condition publique est un établissement public de coopération culturelle (EPCC), situé à Roubaix (Nord). Les membres sont la région Hauts-de-France, la Métropole européenne de Lille et la Ville de Roubaix. L’EPCC est également soutenu au programme d’activités par le département du Nord et a reçu le label Fabrique de Territoire du ministère de la cohésion des territoires.

## Histoire du bâtiment
En 1902, l'architecte Albert Bouvy édifie le bâtiment qui doit servir d'entrepôt de conditionnement de laine, de soie et de coton. Il est constitué de deux bâtiments séparés par une rue intérieure couverte, s'élève à 8 mètres de hauteur et est recouvert de toits-terrasses,.

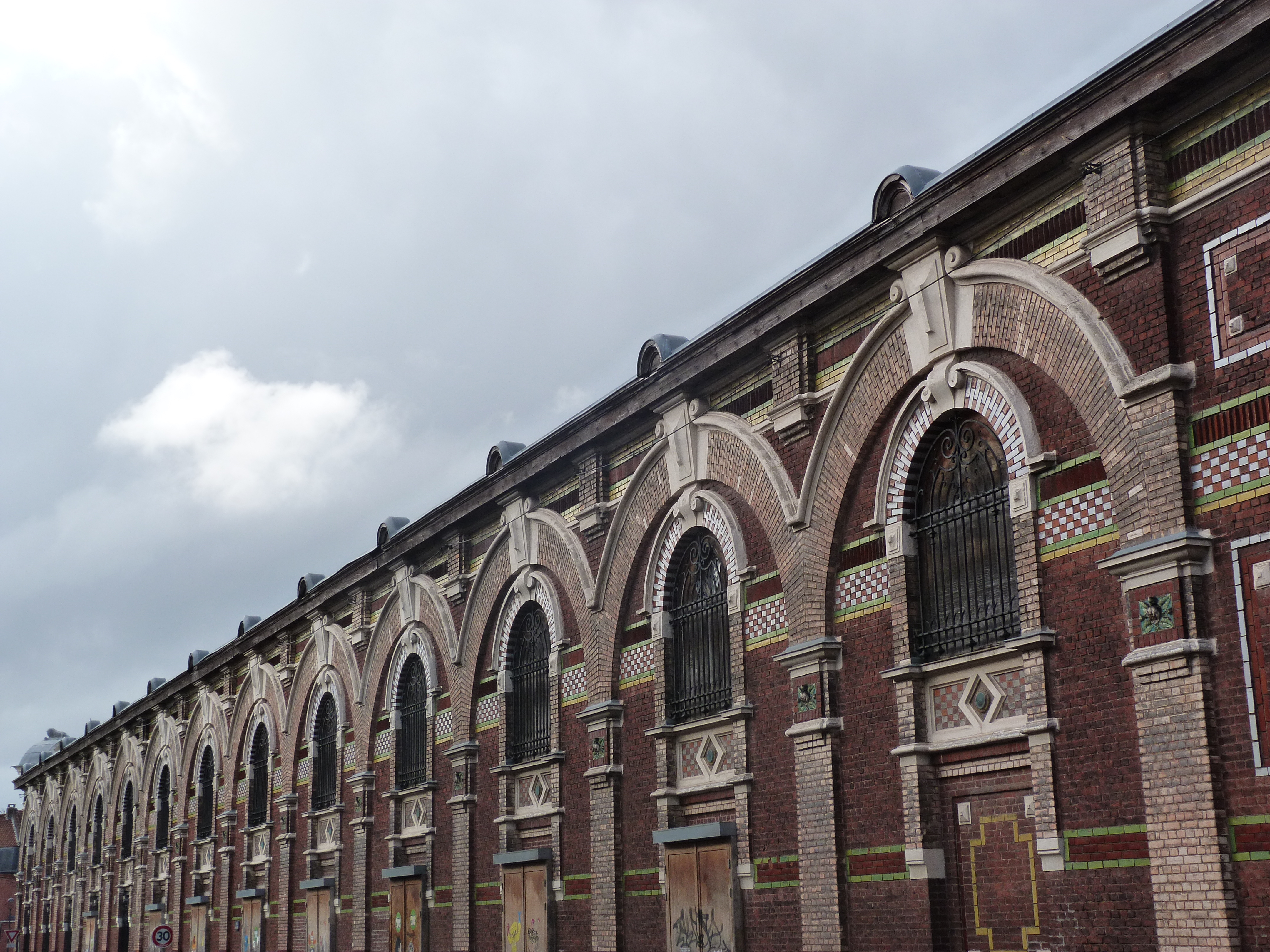
Vue de la rue Monge

L'ensemble des bâtiments représentent environ 12 000 m2. La structure générale en béton armé est une nouveauté à l'époque de la construction. Les 244 mètres de façades qui sont en front-à-rues sont en briques, rythmées de briques vernissées et de pierres blanches. Le bâtiment compte deux hangars ainsi qu'un espace de laboratoires et une habitation pour le directeur. Le tout est organisé autour d'une rue en U, couverte sur la première section par un toit de verre sur une structure métallique.
En 1972, l'activité textile cesse ; elle est remplacée par une entreprise de transports jusqu'en 1998. Cette année-là, le bâtiment est inscrit à l'inventaire supplémentaire des monuments historiques et cédé à la commune de Roubaix.
En 2003, le bâtiment est réhabilité sous la direction de l'architecte Patrick Bouchain afin de créer une « manufacture culturelle » en tant que « Maison Folie de Roubaix »,. Manu Barron et Pascale Debrock dirigent la création de la halle B de 2 400 m2 destinée aux expositions, une salle de spectacle de 400 places assises, un espace d'exposition, des plateaux de répétition, la halle C qui a une vocation d'espace de création ou d'atelier, la rue couverte de 15 m de large sur 140 m de long pour les événements en extérieur, les laboratoires, les bureaux à l'emplacement de la maison du directeur, et les toits terrasse. L'estaminet, le restaurant et le bazar voient le jour au même moment.
La Condition publique est inaugurée lors de l'évènement Lille 2004, capitale européenne de la culture,.
En 2019-2020, la Métropole Européenne de Lille, propriétaire du bâtiment, conduit d'importants travaux de rénovation dans la rue intérieure et sur la façade de la rue Monge.

## Activités

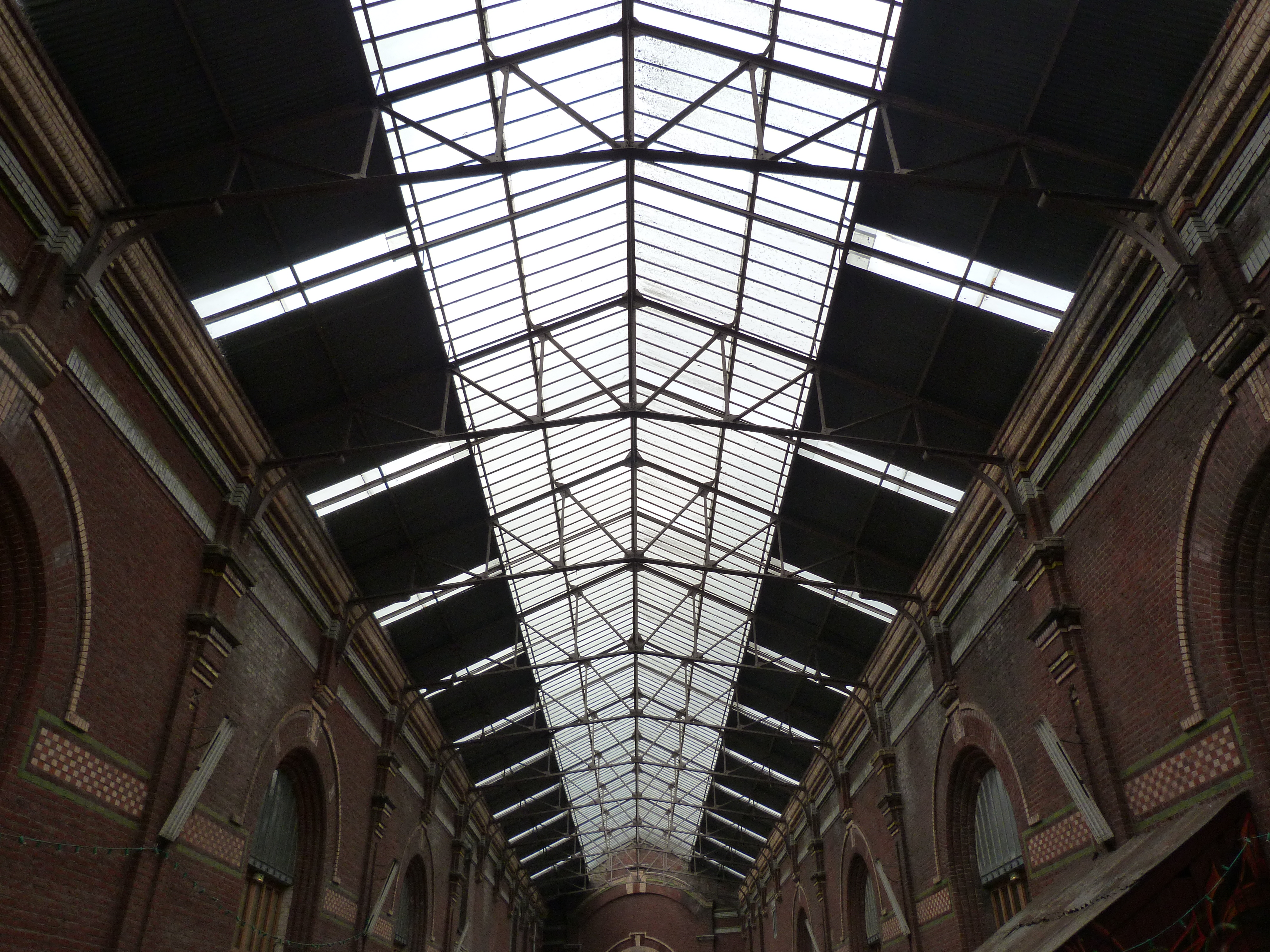
La verrière est un espace polyvalent accueillant du public.

La Condition Publique héberge une communauté créative composée d'associations culturelles (la BIC, Emaho, le Labo des Histoires, les Z'Entonnoirs, Arts et Développement...), d'artistes (Studio Hydra, Socco, Flora Bellouin, Guillaume Krick...), d'artisans (L'âme Ludique), d'initiatives sociales (Agence pour l'Education par la Sport, la CAPE), de projets médias (L'Agence des Quartiers, LABO148),... Son restaurant est géré par la Cie de l'Oiseau Mouche (ESAT). Elle propose à cette communauté des espaces de travail et des ateliers partagés (fablab, atelier de construction). Elle propose également un programme d'accompagnement à l'entrepreneuriat culturel depuis 2020 avec le soutien de la DGMIC (ministère de la culture). En octobre 2020, 2 journées consacrées aux tiers-lieux et à la culture ont été également organisés avec la Cie des Tiers Lieux et l'Agence Nationale de Cohésion des Territoires.
La Condition Publique s'ouvre au quotidien dans une logique de proximité avec des ateliers au fablab (libre ou encadrés), des séances de bricolage, des ateliers créatifs parents-enfants ou encore un skatepark créé par Yinka Ilori, designer anglo-nigérian.
La Condition Publique accompagne plusieurs projets de création artistique ou de résidences, notamment dans le domaine des arts urbains mais pas uniquement. Un parcours street art se déploie ainsi tout autour de la Condition Publique dans le quartier du Pile et sur son toit (Crash, Vhils, Zoer, Kelu Abstract, C215, PSYkoze, NASTY, Sylvain Ristori, Mr Voul, MP5, Jef Aérosol, Remi Rough, Lada Neoberdina...).
La Condition Publique propose et accueille de grands événements tout au long de l'année : festival Pile au RDV, Braderie de l'Art, danse (avec les Latitudes contemporaines ou le CDCN Le Gymnase), NAME Festival. Elle propose également de grandes expositions comme Habitarium en 2018, Magdalena Lamri en 2019, Instagraf par NASTY en 2019 ou Ibant Obscuri par le Groupe A en septembre 2020.
Au printemps 2021, la Condition Publique est le quartier général de la saison AFRICA2020 de l'Institut Français.